# Levantiner
Der Ausdruck Levantiner bezeichnet im weiteren Sinne die Bewohner der so genannten Levante, also der Länder des Mittelmeerraumes östlich von Italien.

## Allgemeines
In einer spezifischen Bedeutung wurden die Angehörigen der im Osmanischen Reich, insbesondere in Konstantinopel ansässigen Kolonien europäischer Kaufleute und ihrer Nachfahren, als Levantiner bezeichnet. Diese Kolonien, insbesondere von Kaufleuten aus Genua und Venedig bestanden zum Teil bereits zu byzantinischer Zeit. Grundlage dieser Gruppe war ihr juristischer Status. Ihre Angehörigen waren keine Untertanen des osmanischen Sultans und waren durch die Kapitulationen privilegiert. Andererseits akkulturierten sie sich an die lokalen Verhältnisse und verloren mehr und mehr die sozialen Verbindungen zu ihren nominellen Heimatländern, ohne sich aber vollständig zu assimilieren. Im 19. Jahrhundert geriet diese Gruppe unter Druck, da ihre nominellen Heimatländer den diplomatischen und konsularischen Schutz, von dem ihr Status abhing, zunehmend von einem aktiven Bekenntnis zu ihrem Heimatland, z. B. durch Ableistung des Wehrdienstes oder fehlerfreier Sprachkenntnisse, abhängig machten. Durch den Wegfall der Kapitulationen im und nach dem Ersten Weltkrieg verloren diese Levantiner die Grundlage ihrer Existenz als eigene Gruppe.
Gemeinsam ist dieser Gruppe vorwiegend italienischer, französischer und maltesischer Herkunft die Zugehörigkeit zur katholischen Kirche und ein soziokulturelles urbanes Milieu, das traditionell zunächst durch den Gebrauch der italienischen Sprache geprägt war, die im Verlauf der frühen Neuzeit zunehmend durch die französische Sprache zurückgedrängt wurde. Infolge des privilegierten Status dieser Gruppe entfaltete ihr Lebensstil Attraktivität für Angehörige der autochthonen christlichen Gruppen und öffnete so gegen Ende des 19. Jahrhunderts der europäischen Kultur ein Vordringen bis in die muslimische Ober- und Mittelschicht. Mit dem Ende der Kapitulationen fiel auch die Attraktivität des Sonderstatus der Levantiner und ihres sozio-kulturellen Milieus weg. Die Angehörigen der einheimischen christlichen Minderheiten wanderten teils aus, teils wandten sie sich einem säkularen Nationalismus in ihren Heimatländern zu.
Die Nachkommen der West-Europäer lebten in Konstantinopel vor allem nördlich des Goldenen Horns in Pera, während Griechen und Armenier die Altstadt bewohnten, dort vor allem die Viertel um die Amtssitze ihrer Patriarchen. Die alteingesessenen griechischen Familien nannte man deswegen Phanarioten, nach dem Stadtteil Phanar, in dem der Amtssitz des ökumenischen Patriarchen liegt.
Eine wichtige Rolle spielten in Konstantinopel auch vor allem sephardische, aber auch aschkenasische Juden.
Zur Begriffsdefinition der Levantiner siehe auch die Arbeit von Schmitt (2005) (siehe Literaturverzeichnis).

## Historische Entwicklung (15. bis frühes 20. Jahrhundert)
Bereits vor der osmanischen Zeit hatten westeuropäische, vor allem italienische Kaufleute Sonderrechte in den Hafenstädten des Byzantinischen Reichs und den sogenannten Kreuzfahrerstaaten genossen. Dazu hatten die Seerepubliken Genua und Venedig im Ostmittelmeerraum zahlreichen Inseln und Stützpunkte gewonnen, in denen ihre Heimatstädte eine teils direkte, teils indirekte Herrschaft ausübten. Ein herausragender Fall war die genuesische Kolonie in Galata, die unter Leitung eines genuesischen Podestà stand.
Nach der Eroberung von Konstantinopel 1453 musste auch das genuesische Galata vor Sultan Mehmet dem Eroberer kapitulieren. Die Landmauern der Stadt wurden geschleift und die Bewohner wurden osmanische Untertanen, die durch ein Ahdname des Sultan einige beschränkte Privilegien, wie den Schutz vor Einquartierungen oder der Heranziehung zur Knabenlese erhielten. Sie waren aber steuerpflichtig und den Gesetzen der Sultane unterworfen. Sie wurden zu Zimmis.
Gleichzeitig brachen die wirtschaftlichen und sonstigen Kontakte zu Europa aber nicht ab. Es bildete sich eine weitere Bevölkerungsgruppe von Europäern, die im Osmanischen Reich ansässig waren, aber nicht dem Sultan und dem islamischen Recht unterstanden, sondern Angehörige ihrer Ursprungsländer blieben. Der Theorie nach waren diese Personen keine Zuwanderer, sondern lebten nur vorübergehend zur Erledigung ihrer Geschäfte im Osmanischen Reich. Deren Rechtsstellung war durch die sogenannten Kapitulationen geregelt. Nach islamischem Rechtsverständnis waren es feindliche Ausländer, die vorübergehend in Zeiten eines Waffenstillstands aufgrund vertraglicher Abmachung in islamischen Ländern sich aufhalten konnten. Sie wurde Harbis oder Musta'min genannt. Die ursprünglich vorübergehend gedachte Regelung verfestigte sich zur Dauereinrichtung. Der osmanische Staat konnte sich mit seiner Auffassung nicht mehr durchsetzen, dass die Musta'min, die auf Dauer im Osmanischen Reich blieben, osmanische Untertanen wurden. Zugleich stellten die europäischen Diplomaten auch ihr einheimisches Personal unter ihren Schutz. Osmanischerseits wurde dies durch Firmane und Berâte anerkannt, die den betroffenen Personen Privilegien vergleichbar denen einräumten, die den Ausländern nach den Kapitulationen zustanden. Hierdurch entstand eine Bevölkerungsgruppe unklaren Status, die zwar nominell osmanische Untertanen blieben, aber weitgehend den Normen unterworfen waren, die für Europäer galten, ohne hingegen Staatsbürger dieser Staaten zu sein. Indes drängte die politisch Entwicklung zur Klärung. Die Osmanen waren nicht mehr bereit, ihren Untertanen als Angestellte europäischer Konsulate derart weitreichende Privilegien wie Ausländern einzuräumen und auch die europäischen Schutzmächte drängten ihre Schutzbefohlenen dazu, sich zu ihrem Vaterland zu bekennen, insbesondere auch durch Ableistung des Militärdienstes. Ab dem Jahre 1863 wurden osmanischerseits den Bediensteten der Konsulate nicht mehr die früheren weitreichenden, sondern nur mehr die erforderlichen Exemtionen erteilt. Es würden auch keine vererbbaren Privilegien mehr erteilt, bereits verliehene Rechte behielten aber ihre Gültigkeit. Auch die europäischen Mächte erteilten Einheimischen immer weniger den weitreichenden Schutz früherer Zeiten, sie boten ihnen stattdessen die Staatsbürgerschaft an.
Im 19. Jahrhundert speiste sich die levantinische Einwohnerschaft aus mehreren Gruppen:
1. Die alteingesessenen Genueser Familien und die nach der Eroberung Konstantinopels neu niedergelassenen italienischen Kaufleute, die etwa unter dem venezianischen Bailò eine Gemeinschaft bildeten. Aus Ausländern wie osmanischen Untertanen bildete sich im 16. und 17. Jahrhundert die Magnifica Communità di Pera, die die Verwaltung der katholischen Kirchen im Diplomatenviertel in Pera übernahm. Den Kern dieser Gruppe bildeten die großen Dragomanenfamilien, die bis in die Mitte des 17. Jahrhunderts ihre Rolle im osmanischen diplomatischen Dienst und in der osmanischen Flotte spielten. Dann wurden sie durch die Phanarioten aus dieser Stellung verdrängt, fanden aber im diplomatischen Dienst der Europäer ein neues Betätigungsfeld. Diese Gruppe verlor  durch Auswanderung auf die noch verbliebenen venezianischen und (bis Mitte des 16. Jahrhunderts) genuesischen Besitzungen fortwährend an Bestand, während gleichzeitig der kontinuierliche politische Bedeutungsverlust der italienischen Seerepubliken zum Verfall und schließlich 1682 zur Abschaffung der Magnifica Communità führte, dies auch unter französischem und vatikanischem Einfluss, weil der Vatikan keine autonome lokale katholische Kirchenorganisation im Osmanischen Reich wünschte.
2. Die ab dem 16. und 17. Jahrhundert zugewanderten französischen Kaufleute
3. Die verbliebenen gräzisierten Genuesen, die Zulauf von katholischen Einwanderern von den ägäischen Inseln bekamen, wo Tinos bis 1718 noch venezianischer Besitz blieb. Noch um 1800 war die Mehrheit der Bewohner von Inseln wie Tinos und Syros katholisch. Diese Katholiken setzten sich aus den Nachkommen der im Mittelalter auf die Inseln gekommenen italienischen Kolonisten und einigen zum Katholizismus konvertierten Griechen zusammen. Insgesamt war diese Bevölkerung um 1800 bereits sprachlich und kulturell stark gräzisiert, der konfessionelle Gegensatz zu den Orthodoxen blieb aber erhalten. Die Spannungen zwischen römischen Katholiken und Orthodoxen ließ einen Auswanderungsdruck auf die immer mehr in die Minderheit geratenden Katholiken entstehen, der sich in einer Zuwanderung nach Galata und Izmir niederschlug. Diese Entwicklung verstärkte sich während des Griechischen Unabhängigkeitskrieges (1821–1829), der als Auseinandersetzung zwischen Orthodoxen und Muslimen begann. In diesem blutig geführten Krieg gerieten die Katholiken, die Ziel des Argwohns beider Seiten waren, zwischen die Fronten. Sie glaubten aber, unter den bereits bekannten Bedingungen des Osmanischen Reiches bessere Bedingungen für den Fortbestand ihrer Gemeinschaft zu haben als in einem von der Orthodoxie geprägten griechischen Nationalstaat.
4. Dazu kamen noch melkitische Zuwanderer aus Syrien (die sogenannten Aleppiner) und armenisch-katholische Zuwanderer.[2]

Das 19. Jahrhundert sah einen großen wirtschaftlichen und kulturellen Aufschwung der Levantiner. Sie profitierten einerseits von den Reformen des Tanzimat, der die rechtliche Gleichstellung der osmanischen Untertanen ungeachtet der Religion herbeigeführt hatte, andererseits erschlossen sie sich Freiräume durch Erlangung eines Schutzstatus, der ihnen von den europäischen Konsulaten gewährt wurde. Der Zustrom an europäischen Einwanderern in das Osmanische Reich, die sich den Levantinern akkulturierten, spielte eine nicht unerhebliche Rolle bei der Modernisierung des Osmanischen Reichs. Allerdings verengte sich auch der Spielraum der Levantiner seit dem letzten Drittel des 19. Jahrhunderts. Das Osmanische Reich führte ein eigenes Staatsangehörigkeitsrecht ein, und auch das Staatsangehörigkeitsrecht der europäischen Staaten präzisierte sich mehr und mehr. Die Heterogenität der Levantiner verhinderte eine gemeinsame Organisation der Katholiken, es entstand keine katholische Millet, sondern lediglich ein lateinisches Vekilat.
Der Erste Weltkrieg führte das Ende der Levantiner als Gruppe herbei. Das Ende des Osmanischen Reiches mit seinen Kapitulationen beraubte sie des Lebensraums, in dem sie sich entfaltet hatten. Die Aufhebung der Kapitulationen durch die osmanische Regierung 1914 zerstörte die rechtlichen Grundlagen der Gemeinschaft. Auch die (vorübergehende) Wiedereinführung derselben nach dem Waffenstillstand von Moudros änderte nichts Grundlegendes daran. In Izmir stand die levantinische Gemeinde bereits zur Zeit der griechischen Besetzung unter starkem und vielfach beklagten Druck der griechischen Vorherrschaft, mit der türkischen Eroberung der Stadt und dem Brand von Izmir wurde das levantinische Leben ausradiert. In Istanbul verlief das Erlöschen levantinischen Lebens langsamer. Ohne die türkische Staatsangehörigkeit, deren Ablehnung eines der Grundlagen des Levantinertums war, hatte die Gemeinschaft keine Zukunft mehr. Teilweise bemühten sich die Menschen verzweifelt, unter Betonung ihrer Zugehörigkeit zu den behaupteten Heimatländern, einen fremden Pass zu erlangen.

## Niedergang im 20. Jahrhundert
Im 20. Jahrhundert ist die levantinische Kultur in den Hafenstädten des östlichen Mittelmeeres weitgehend verschwunden. Eine wesentliche Rolle dabei spielten die europäischen Großmächte, die seit dem 19. Jahrhundert den Untergang des Osmanischen Reiches betrieben. Sie förderten gewissermaßen den ethnischen Nationalismus zunächst in Europa (Griechenland, Jugoslawien, Bulgarien), später auch im Orient (Kemalismus, zum Beispiel auch in der Türkei, und den arabischen Nationalismus und Zionismus).
In der Türkei und den modernen arabischen Staaten wurde die levantinische Kultur nach der Abschaffung des Osmanischen Reiches, dessen Millet-System Minderheiten von säkularen Regimes endgültig der Untergang bereitet, allerdings weniger aus konfessionellen Gründen: beispielsweise kam es in Ägypten zu Enteignungen christlicher Familien im großen Maßstab in den fünfziger Jahren durch Gamal Abdel Nasser, um die Bürokratie der Monarchie, die von Kopten dominiert war, zu reformieren, in Istanbul wurde ein Großteil der griechischen Bevölkerung zur selben Zeit von der pro-amerikanischen Regierung Menderes gewaltsam vertrieben (hier aus nationalistischer, nicht religiöser Motivation).
Am längsten konnte sich die levantinische Kultur im Libanon halten, in dessen konfessionell strukturierter Verfassung das osmanische Millet-System fortlebt. Aber auch dort wandert die christliche Bevölkerung seit dem Bürgerkrieg nach und nach aus. Man schätzt, dass beispielsweise die maronitische christliche Kirche, die im Libanon heute weniger als eine Million Menschen zählt, weltweit über sechs Millionen Mitglieder hat.
Im heutigen Israel haben einerseits viele jüdische Levantiner aus dem gesamten östlichen Mittelmeerraum eine neue Heimat gefunden, gleichzeitig war eine Folge der Gründung dieses Staates das fast totale Verschwinden jüdischer Kultur in den arabischen Mittelmeerhäfen infolge des Nahostkonflikts.
In Saloniki wurde beinahe die gesamte jüdische Bevölkerung während des Zweiten Weltkrieges Opfer der Verfolgung und Ermordung durch die deutschen Nationalsozialisten (Shoah). Gleichzeitig hatten viele der 1948 und 1967 vertriebenen Palästinenser einen levantinischen Hintergrund, einige der wichtigsten PLO-Funktionäre, vor allem von marxistischen Gruppen wie der PFLP (z. B. George Habasch) waren arabische Christen. Andererseits stammte einer der bedeutendsten liberalen Köpfe der palästinensischen Bewegung, der US-amerikanische Literaturwissenschaftler Prof. Edward Said, ebenfalls aus einem christlichen Milieu. Sein Buch „Orientalism“ ist ein wichtiger theoretischer Beitrag zum Verständnis der Entwicklungen im levantinischen Raum im 19. und 20. Jahrhundert.

## Levantiner heute
Seit Beginn des 20. Jahrhunderts sind die Levantiner vor allem nach Nordamerika, Frankreich, Lateinamerika, Australien, und Südafrika ausgewandert. Syrer und Libanesen sind auch in das frankophone Westafrika, v. a. den Senegal ausgewandert, wo sie heute in manchen Staaten das Wirtschaftsleben weitgehend beherrschen.
In Frankreich und den USA spielen levantinische Einwanderer eine bedeutende Rolle im wirtschaftlichen und kulturellen Leben, aber auch in der Politik (Frankreich: Charles Aznavour, Édouard Balladur, Amin Maalouf, Robert Solé, Sylvie Vartan, Gabriel Yacoub, Gabriel Yared (Filmkomponist, Oscar für den Soundtrack von The English Patient); USA: Paul Anka, Cher, George Joulwan (General, ehemaliger NATO-Oberbefehlshaber in Europa), Kirk Kerkorian, Ralph Nader, Tony Shalhoub, Nassim Nicholas Taleb). Die Familie der Mutter des ehemaligen französischen Staatspräsidenten Nicolas Sarkozy, die Mallah, spielten im levantinischen Milieu des osmanischen Saloniki eine Rolle. In Lateinamerika gibt es zahlreiche Politiker und Wirtschaftsführer levantinischer Herkunft, unter anderem den ehemaligen argentinischen Präsidenten Carlos Menem, den aktuellen CEO von Renault-Nissan Carlos Ghosn sowie den derzeit reichsten Mann der Welt, den mexikanischen Telekom-Unternehmer Carlos Slim Helú. Berühmte Pop-Stars mit Latino-Image wie Shakira und Salma Hayek sind Nachkommen levantinischer Einwanderer. Auch in Großbritannien gibt es bedeutende Persönlichkeiten levantinischer Herkunft, zum Beispiel den aus Alexandria stammenden Historiker Eric Hobsbawm oder der Musiker George Michael.
Nachkommen von Levantinern sind durch ihre Multikulturalität und Anpassungsfähigkeit weltweit erfolgreich in der globalisierten Wirtschaft. Gleichzeitig ist vor allem in den arabischen Ländern die weitgehende Verdrängung dieses Kulturelements eine wesentliche Grundlage für den wirtschaftlichen und kulturellen Niedergang der Region im Laufe des 20. Jahrhunderts, obwohl neben dem Libanon vor allem in Ägypten noch ein levantinisches Erbe lebendig ist, das zum Beispiel durch den mehrfach in Cannes ausgezeichneten Filmregisseur Youssef Chahine oder den ehemaligen UN-Generalsekretär und späteren Präsidenten der Frankophonie Boutros Boutros-Ghali verkörpert wird.

## „Levantiner“ als diskriminierender Begriff im deutschen Sprachraum
Der Begriff „Levantiner“ ist vor allem im deutschsprachigen Raum negativ behaftet. „Levantinisch“ wird mit allerlei negativen Konnotationen wie mafiös, korrupt, feilschend etc. belegt. Teilweise ähneln die Klischees denen des Antisemitismus und stammen aus der Zeit vor dem Ersten Weltkrieg, als sich das Deutsche Reich das zusammenbrechende Osmanische Reich als mögliches Kolonialisierungsgebiet erschließen wollte. Während die Türken und die religiösen Siedler in Palästina (Protestanten und zionistische Juden) dabei als Verbündete angesehen wurden, die auch dem im deutschen Kaiserreich dominierenden protestantischen Arbeitsethos entsprachen, wurden die überwiegend frankophonen und nach England und Frankreich kulturell orientierten „Levantiner“ mit Argwohn betrachtet.

## Levantiner in der Literatur
Ein bekannter Schriftsteller, der von Levantinern und ihrer Kultur fasziniert war, war der britische Krimiautor Eric Ambler. Einer seiner bekanntesten Romane trägt den Titel „Der Levantiner“, aber auch in Romanen wie „Die Maske des Dimitrios“ und dem erfolgreich mit Melina Mercouri und Peter Ustinov verfilmten „Topkapi“ spielen Levantiner, das heißt Menschen mit europäisch-orientalischer Herkunft, eine wichtige Rolle.
Das Schicksal eines typischen Levantiners im 20. Jahrhundert beschreibt der Roman „Die Häfen der Levante“ (französisch: Les échelles du Levant, deutsch bei Suhrkamp erschienen, ISBN 3-458-16870-2) des französischen, aus dem Libanon stammenden Autors Amin Maalouf. Im Roman verliebt sich ein Libanese armenisch-türkischer Herkunft, den es mehr oder weniger per Zufall während des Zweiten Weltkrieges in die französische Résistance verschlägt, in eine österreichische Jüdin. Im Kontext des beginnenden arabisch-israelischen Konflikts nimmt ihre Beziehung eine tragische Wendung.
Ein wichtiger Chronist von Glanz und Untergang der levantinischen Kultur in Konstantinopel war der Schriftsteller und Journalist Friedrich Schrader, der von 1891 bis 1918 in der Stadt lebte und arbeitete.